# Хорумі

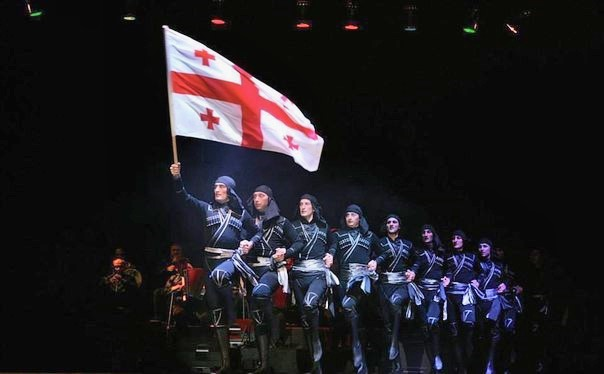
Танець хорумі у виконанні Грузинського національного балету Сухішвілі

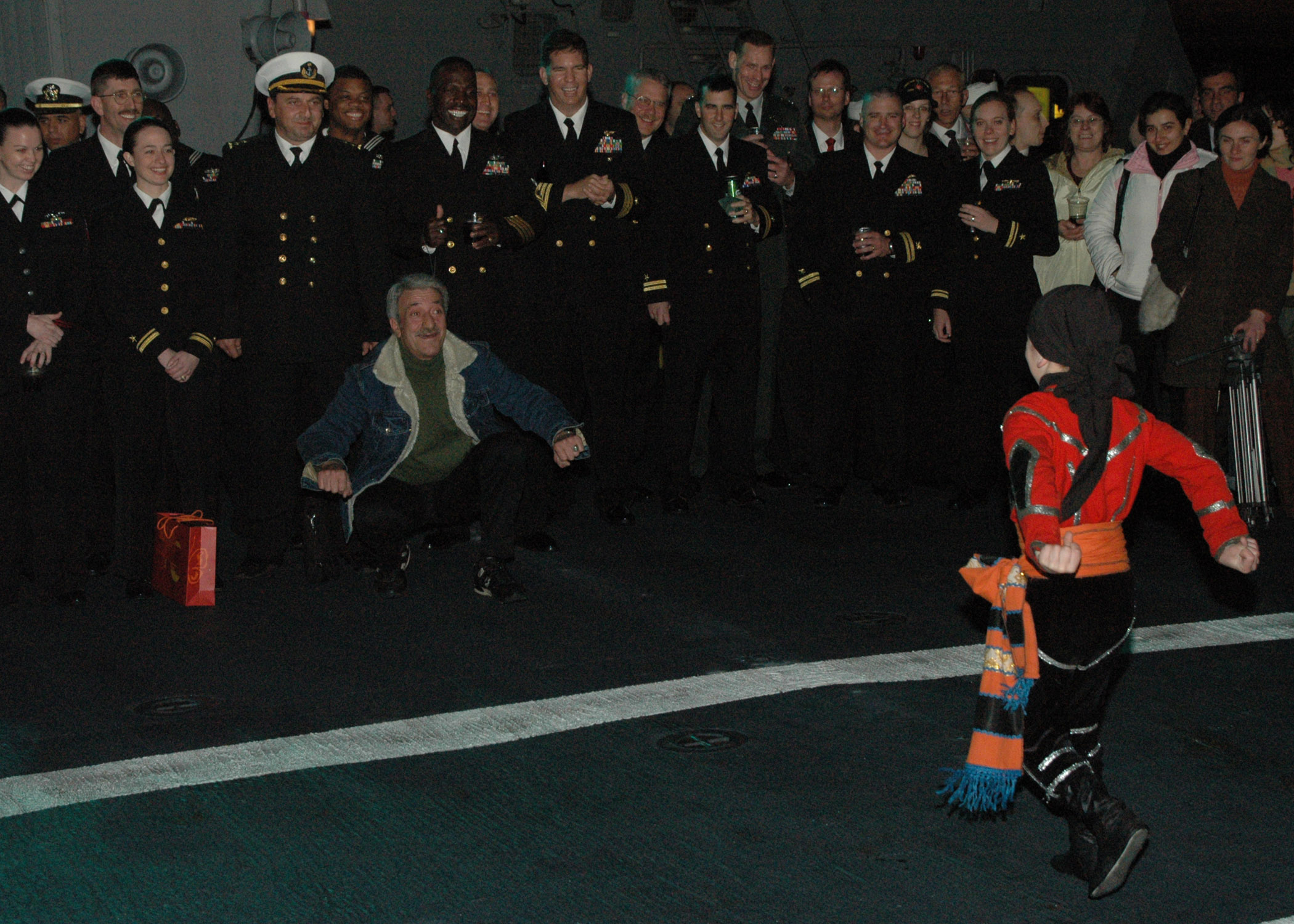
Моряки спостерігають, як грузинська танцівниця виконує танець хорумі

Хорумі (груз. ხორუმი) — військовий танець, який виник у регіоні Гурія/Аджара, який розташований у південно-західному регіоні Грузії. Спочатку танець виконували лише кілька чоловіків. Однак із часом він набув масштабів. У сьогоднішній версії Хорумі можуть брати участь тридцять або сорок танцюристів. У 2013 році танець був внесений до списку нематеріальної культурної спадщини Грузії.
Хоча кількість виконавців змінилася, зміст танцю залишився тим самим. Танець оживляє грузинське військо минулих століть. Кілька чоловіків, які шукають місце для табору та ворожих таборів, виконують початкову прелюдію до танцю. Після цього вони скликають армію на поле бою. Вихід армії вражає. Його сила, прості, але характерні рухи та точність ліній створюють відчуття благоговіння на сцені. Танець містить у собі теми пошуку, війни та святкування перемоги, а також відваги та слави грузинських солдатів. Оскільки Грузія пережила багато воєн протягом своєї історії, Хорумі є закликом з минулого і нагадує нам, що для того, щоб мати мир, ми повинні бути готові до війни.

## Музичні особливості
На відміну від основної маси грузинських традиційних танців, які зазвичай супроводжуються хоровим поліфонічним співом і плесканням, хорумі традиційно супроводжується інструментами, а не плесканням. Барабан (долі) і сопілка (чібоні) є двома ключовими інструментами, які акомпанують хорумі. Ще одним унікальним елементом хорумі є те, що він має специфічний ритм, заснований на п'яти такт-метрах (3+2).